# Théo et Hugo dans le même bateau
Pour plus de détails, voir Fiche technique et Distribution.
Théo et Hugo dans le même bateau est un film dramatique romantique écrit et réalisé par Olivier Ducastel et Jacques Martineau, sorti en 2016.
Il a été sélectionné dans la catégorie « Panorama » et projeté au Festival international du film de Berlin en février 2016, où les réalisateurs ont obtenu le prix du Public du Teddy Award.
Le film utilise le mythe d'Orphée et Eurydice pour raconter une histoire d'amour d'une nouvelle façon, en transformant le mythe.

## Synopsis
Deux hommes se rencontrent dans un club libertin, et c'est un coup de foudre : ils apprennent à se connaître dans les premières heures matinales, se reconnaissent alors que l'un est séropositif et l'autre ne met pas de préservatif.

## Fiche technique
- Titre original : Théo et Hugo dans le même bateau
- Titre international : Paris 05:59
- Réalisation : Olivier Ducastel et Jacques Martineau
- Scénario : Olivier Ducastel et Jacques Martineau
- Décors : Barnabé d’Hauteville
- Photographie : Manuel Marmier
- Son : Tristan Pontécaille
- Montage : Pierre Deschamps
- Musique : Karelle-Kuntur
- Production : Emmanuel Chaumet
- Société de production : Ecce Films ; Épicentre Films (coproduction)
- Société de distribution : Épicentre Films
- Pays d'origine :  France
- Langue originale : français
- Genre : drame romantique
- Durée : 97 minutes[3]
- Dates de sortie :
  - Allemagne : 15 février 2016 (Berlinale)
  - France : 2 mars 2016 (Festival d'Écrans Mixtes de Lyon) ; 20 avril 2016 (Rencontres cinématographiques In&Out) ; 27 avril 2016 (nationale)

## Distribution
- Geoffrey Couët : Théo
- François Nambot : Hugo
- Georges Daaboul : le vendeur syrien
- Élodie Adler : l'infirmière
- Claire Deschamps : l'interne
- Jeffry Kaplow : le voisin râleur
- Marieff Ditier : la femme du métro

## Production
Le film a été tourné en 2 semaines et est un hommage à Cléo de 5 à 7, le film devant s'appeler Théo de 4 à 6 à l'origine.

## Autour du film
Lors de la projection en avant première lors du 31éme festival international du film de Guadalajara le 12 mars 2016, la séance est interrompue par la police pour des motifs liés à la morale publique. En France, le film est interdit aux moins de 16 ans à cause des scènes de sexe, notamment au début du film dans une backroom.
Le film est un des premiers longs métrages à traiter des TPE.

## Distinctions

### Nominations et sélections
- Berlinale 2016 : sélection « Panorama »[1]
- Festival international du film de Guadalajara : sélection « Premio Maguey «[7]
- Rencontres cinématographiques In&Out 2016 : Sélection « Esperluette du Meilleur Long Métrage »

### Récompenses
- Berlinale 2016 : Prix du Public du Teddy Award[1]
- Festival international du film de Guadalajara : Premio Maguey [8]
- Rencontres cinématographiques In&Out 2016 : Prix du public pour le meilleur long métrage[9]
- Festival du film de Cabourg 2016 : Prix Premiers Rendez-vous pour François Nambot et Geoffrey Couët
- Festival FilmOut San Diego : Prix du meilleur film international et Prix du meilleur acteur pour François Nambot et Geoffrey Couët.